# 小野心
小野 心（おの しん、1982年12月27日 - ）は、日本のプロボクサー。神奈川県横浜市出身。ワタナベボクシングジム所属。第32代OPBF東洋太平洋ライトフライ級王者、第29代日本ミニマム級王者。

## 来歴
中3の時に地元の花形ボクシングジムに入門し、17歳でプロテスト合格。
2001年2月2日、横浜市でスーパーフライ級4回戦を行い、4回判定勝ちを収めデビュー戦を白星で飾った。
2012年1月、ワタナベボクシングジムへ移籍。
2012年4月22日、後のWBC世界ミニマム級王者熊朝忠に判定勝ちを収め世界ランク入りを果たす。
2012年7月16日、ウイング・ハット春日部で行われたダブル世界戦の前座で桜井康弘に判定勝利。
2013年1月12日、宮崎亮の王座返上に伴いオマリ・キムウェリとOPBF東洋太平洋ライトフライ級王座決定戦を行い、2-1（117-110、114-113、113-114）の判定勝ちを収め王座獲得に成功した。
しかし、試合後に左手親指の腱が切れていたことが発覚したため、防衛戦をせぬまま王座を返上。
2013年10月16日、再起戦として守屋和明と対戦して判定勝利。
2014年5月7日、大阪府立体育会館でIBF世界ミニマム級王者高山勝成と対戦するが、0-3の判定負けを喫し王座獲得に失敗した。
2015年9月17日、堀川謙一と日本ライトフライ級王座決定戦を行ったが、7回1分33秒TKO敗けで王座獲得に失敗する。
2016年9月19日、フードパル熊本で日本ミニマム級王者の福原辰弥と対戦し、3回1分40秒負傷判定で引き分けた為、王座獲得に失敗した。
2016年11月1日、WBAは最新ランキングを発表し、小野をWBA世界ミニマム級14位にランクインした。
2016年12月14日、ナコーンラーチャシーマー県でWBA世界ミニマム級王者のノックアウト・CPフレッシュマートと対戦し、12回0-3の判定負けを喫し王座獲得に失敗した。
2017年5月15日、再起戦でヤイ・プーケットトップチームと対戦して4回2分13秒TKO勝ちを収めた。
2017年9月3日、京都府立体育館（島津アリーナ京都）で日本ミニマム級王者の小西伶弥と対戦し、10回0-2で判定負けを喫し王座獲得に失敗した。
2018年4月22日、神戸芸術センターで平井亮輝と日本ミニマム級王座決定戦を行い、10回3-0で判定勝ちを収めて王座獲得に成功した。
2018年8月24日、後楽園ホールで同級1位の加納陸(大成)と日本ミニマム級タイトルマッチを行い、8回2分46秒TKO勝ちを収めて初の王座防衛に成功した。
2019年1月12日、後楽園ホールで日本ミニマム級1位の指名挑戦者である田中教仁（三迫）を相手に防衛戦を行い、8回22秒TKO負けを喫し、王座から陥落。
その後再起に成功するも、2020年12月8日、後楽園ホールで薮崎賢人（セレス）と対戦し、8回0-3（74-77×2、73-78）で判定負けを喫した。

## 戦績
- プロボクシング：38戦24勝 (6KO) 11敗3分

## 獲得タイトル
- 第32代OPBF東洋太平洋ライトフライ級王座（防衛0=返上）
- 第29代日本ミニマム級王座（防衛1）